# Дом-музей Франсиско Хосе де Кальдаса
Дом-музей Франсиско Хосе де Кальдаса (исп. Casa Museo Francisco José de Caldas) — исторический музей в городе Богота — столице Колумбии, расположенный в доме борца за независимость Франсиско Хосе де Кальдаса. Здание музея находится в баррио Санта-Барбара, на углу 8-й улицы и 6-го проезда, недалеко от дома Нариньо — официальной резиденции президента Колумбии. Постоянная экспозиция посвящёна жизни и деятельности Кальдаса, занимавшегося военной инженерией, картографией, ботаникой. В здании имеется зал для временных выставок, аудитория на семьдесят человек, макеты и интерактивные экраны. Стены музея украшают фрески. В нём также хранятся архив, старинная мебель, научный кабинет и библиотека Кальдаса.
Дом в испанском колониальном стиле, в котором располагается музейная экспозиция, построили в конце XVIII века. В начале XIX века в нём на правах аренды жил Франсиско Хосе де Кальдас, член Королевской ботанической экспедиции и директор астрономической обсерватории Боготы, ставший офицером национальной армии во время борьбы за независимость Колумбии и дослужившийся до звания полковника Национального инженерного корпуса и директора Инженерной академии армии в Антьокии. В октябре 1881 года дом перешёл в собственность его дочери. В 1944 году здание включили в список исторических памятников Боготы. В 1964 году государство выкупило дом у собственников. В 1979 году здание было передано в ведение Министерства национальной обороны Колумбии для размещения в нём штаба президентской гвардии. С 1980 по 1984 год в доме шли ремонтные работы, которыми руководил Фонд сохранения и реконструкции национального культурного наследия Банка Республики при поддержке Министерства культуры Колумбии и Инженерного управления Национальной армии Колумбии. По завершении реконструкции, 5 апреля 1985 года, в здании открыли Дом-музей Франсиско Хосе де Кальдаса. С 1999 года учреждение курируется Школой военных инженеров. Он также входит в программу по укреплению музеев Национального музея Колумбии.
На первом этаже музея располагается кабинет, в котором хранятся письма, ключ от дома, ступки, книги, рукописи, консоль, овальный стол и кухонный шкаф. Рядом находится научный кабинет с репродукциями Королевской ботанической экспедиции, гербариями, картографическими картами, исследованиями в области физики и астрономии, а также документами и перепиской Кальдаса с учёными-современниками — Мутисом, Зея, Гумбольдтом и другими.
На втором этаже музея находится конференц-зал. В инженерном кабинете хранятся измерительно-расчётные приборы типа дальномеров или теодолитов. В зале Кальдаса с таблицами, содержащими тексты о жизни учёного-патриота, стоит его бюст 1882 года работы Франсиско Хосе де Ласприлья, а также экспонируется оружие британской армии, обеспечивавшей военную поддержку повстанцам, боровшимся за независимость Колумбии.